# A Smoked Husband
A Smoked Husband é um filme mudo estadunidense de curta metragem, do gênero comédia, lançado em 1908, escrito e dirigido por D. W. Griffith.

## Elenco
- John R. Cumpson
- Florence Lawrence
- Linda Arvidson
- George Gebhardt
- Robert Harron
- Arthur V. Johnson
- George Nichols
- Alfred Paget
- Mack Sennett
- Harry Solter
- Kate Toncray